# 召武定
召武定是大泰民族（傣族、掸族）的传说人物，德宏部分文献记作混相吴:2，木邦文献记作混相武定（Khun Hseng U Ting）:37。召武定的故事流传在中国云南的德宏、临沧、普洱以及毗邻的缅甸掸邦等地，勐卯（瑞丽）、孟定、木邦:38许多傣族将召武定视为始祖。据《瑞丽姐勒佛塔史》记载，真实的召武定是公元8世纪的人物。
“召武定”在历史流传中逐渐演变为傣族的民间传说故事，后来为佛门所增窜，被加入了佛教内容。召武定也是瑞丽市雷允村的“勐神”（地方保护神）和“寨神”。传说中，召武定在今瑞丽雷允建立了勐果占璧王国，建有雷允城:583，现存的雷允城遗址为元明时期勐卯思氏王朝所建:145。雷允当地傣族为了纪念召武定，1986年集资修建召武定墓，为四方形塔状:584。
2014年4月，“傣族圣祖召武定国际学术研讨会”在瑞丽召开，缅甸曼德勒、仰光等15个地区的傣学会、云南省傣学会及各地方傣学会、云南大学、云南民族大学的学者达成共识，召武定是傣族的始祖，召武定王国的起源地在中国瑞丽雷允。

## 传说故事

### 《召武定王朝》版本
召武定的故事情节很复杂，傣文写下的书本有数册之多。瑞丽市在民间搜集到六个文本的召武定故事，其中一本《召武定王朝》为瑞丽市雷允村喊萨家藏的抄本，抄写于1944年，内容最为详尽:序7。以下简述该版本的故事概况：

#### 诞生
在人口众多、热闹非凡的大国勐果占璧，国王是布南达巴，王后名为南丹娜。南丹娜怀孕临产，感觉四肢冰凉身体虚弱，于是令仆人将被褥放到阳台上，王后身盖红毯，晒着太阳睡着了。一只楞戛鸟在空中看见王宫的阳台上有红色物体，以为是鲜肉，便凌空而下将王后叼起，迅速离开勐果占璧。楞戛鸟带着王后飞到很远的森林中，落在一棵大榕树上。楞戛鸟按照习性，飞起到四周查看是否有其他鸟来争夺食物，楞戛鸟没有发现敌情，于是返回榕树准备享用食物。王后看见楞戛鸟返回，便拍手跺脚、大声吼叫，楞戛鸟发现自己叼来的是活人不是肉，而楞戛鸟不吃还有生命的东西，于是张开翅膀飞走了。几天后，南丹娜在神灵的帮助下诞下一名男婴，她精神焕发，每天在树上大声哭救。一位名叫阿腊嘎巴的僧人在森林中采摘山果野菜时听到哭喊声，将南丹娜母子救了下来。:287-289

#### 继承王位
南丹娜母子来到阿腊嘎巴住处，在那里生活了十个月，逐渐对阿腊嘎巴产生了爱慕之心，阿腊嘎巴也爱上了王后。但这是违反教规的，阿腊嘎巴放弃了即将修炼为大师的机会，还俗，与南丹娜共享天伦之乐。南丹娜的孩子还没有名字，根据男婴出生的时辰，阿腊嘎巴夫妻为他取名“混武定”。有一天，天上象征勐果占璧国王的星星变得黯淡无光，阿腊嘎巴判断布南达巴已薨，于是准备让混武定去继承王位。阿腊嘎巴和南丹娜教授混武定知识和武艺，并告知混武定，他是勐果占璧国王之子。第二天清晨，阿腊嘎巴将象琴送给混武定，混武定在森林中一边弹琴一边念咒语，成千上万的大象闻声而来，跪拜在混武定身旁，混武定挑选出九万头象牙超过一尺长的青年大象随他启程前往勐果占璧。三个月后，混武定与象群抵达勐果占璧都城，九万头大象将王城围得水泄不通。:289-291
在得知混武定是多年前被楞戛鸟叼走的王后之子后，勐果占璧大臣和人民拥立混武定为王，混武定成为勐果占璧的新国王“召武定”（“召”为傣语“王”之意）。大臣恳请召武定将南丹娜王后接回勐果占璧，但召武定深知母亲不会同意，于是令九万个臣民前往那片森林，开辟新的国家。勐果占璧九万臣民抵达森林后，敬请阿腊嘎巴作他们的国王。由于父子情深，勐果占璧与阿腊嘎巴新王国的关系非同一般，两个国家愈发强大。:291-295

#### 三个王后
在一次泼水节上，召武定看中了富翁禾散噶的女儿萨玛瓦娣，将其娶进王宫。邻国沃吉利的国王占大毕卓达觊觎召武定那把拥有神力的象琴，于是在召武定外出捕捉象群时设下埋伏，召武定中伏，被带到了沃吉利。召武定大骂占大毕卓达用卑劣手段把自己抓住，占大毕卓达希望召武定能够教授法术，召武定表示只有下跪拜师后才能教授。占大毕卓达让自己的女儿巴帕娃娣拜召武定为师，在得知召武定是勐果占璧国王后，公主与召武定一见钟情。巴帕娃娣向占大毕卓达要到一头大象，在夜晚与召武定私奔逃回勐果占璧，从此勐果占璧有了两位王后。:320-326
占星大师达马甘地有一个才貌出众的女儿名叫玛甘迪，达马甘地希望佛祖能够迎娶玛甘迪，佛祖看透了玛甘迪内心的自私和险恶，拒绝并将玛甘迪羞辱一番。玛甘迪怀恨在心，誓要报仇。为了使玛甘迪获得名望，达马甘地的弟弟左拉玛甘地让她穿上绫罗绸缎，送进王宫，献给了国王召武定，成为勐果占璧第三个王后。:327-331

#### 结局
两年后，佛祖及其子弟来到勐果占璧化缘讲道，王后萨玛瓦娣在寝宫打开窗口拜佛。玛甘迪得知萨玛瓦娣信佛后，想尽办法陷害她，最终未能得逞，反而在萨玛瓦娣的劝导下，召武定也皈依佛门。玛甘迪还在想办法谋害王后，趁着召武定在花园赏花时，她让自己的舅舅潜入王宫纵火，烧死了萨玛瓦娣和五百宫女。召武定大怒，将玛甘迪凌迟处死、远近亲属诛戮殆尽。随后，故事在佛祖教导人们信仰佛教、遵从佛法中结束。:332-356

### 异文版本
14世纪著成的傣文史书《银云瑞雾的勐果占壁简史》记载了召武定故事的前半部分，与《召武定王朝》大致类似，差异之处是主人公名为“混相吴”，“混相”意为王公，“吴”为福禄。另有部分文献记载，混相吴在称王后改称“召武定”，意为“威武的琴王”。:2,4
傣史学家江应樑在德宏进行田野调查时，记录到的召武定故事中，将召武定抓走的国家不是沃吉利，而是孟艮。
孟定傣族的传说中，召武定之母是被老鹰叼走，带到孟定一棵大攀枝花树上的老鹰窝里，召武定最初名为武定，后来做了官就叫召武定:106。孟定土司保留下来的《孟定土司源流》一书中，将发生在“召武定”身上的故事，转嫁到“芳罕”的身上。

## 相关地名
召武定之母被楞戛鸟叼上天，感到头晕眼花，头晕的傣语为“ᥛᥝᥰ”（/mău55/，音近“卯”），于是人们将王都称作“勐卯”（勐意为“地方”），“ᥛᥝᥰ”演变为长音的“ᥛᥣᥝᥰ”（/maːu55/），形成现代瑞丽市的傣语名称“勐卯”（ᥛᥫᥒᥰ ᥛᥣᥝᥰ，[/məŋ55 maːu55/]）。为了纪念召武定之母落难的那片森林，将其命名为“勐果占璧”:6。孟定的传说中，召武定之母被楞戛鸟带到了孟定的森林，“孟定”一名是由召武定之“武定”演变:106。木邦的传说则表示，召武定之母来自“勐憍赏弥”，其落难的森林也被叫做“憍赏弥”，召武定臣民前去开拓的新城叫“孟定”:106。